# 65 (فلم)
65 هو فيلم أمريكي خيال علمي من إخراج وإنتاج سكوت بيك وبريان وودز ومن بطولة آدم درايفر. أُصدر الفيلم في 14 أبريل 2023.

## روابط خارجية
مقالات تستعمل روابط فنية بلا صلة مع ويكي بيانات